# Rajec
Rajec (in ungherese Rajec, in tedesco Rajetz) è una città della Slovacchia facente parte del distretto di Žilina, nella regione omonima.
Ha dato i natali al presbitero e insegnante Juraj Slota, cofondatore della Matica slovenská, e all'architetto Ferdinand Milučký (1929-vivente), che è anche diventato cittadino onorario di Rajec, di cui ha curato il restauro del municipio rinascimentale. A Rajec nacque anche lo scultore Rudolf Pribiš, autore del Monumento all'Insurrezione nazionale slovacca sulla piazza della cittadina.